# Lac Atitlán
Pour les articles homonymes, voir Atitlán.
Le lac Atitlán est un lac endoréique du sud-ouest du Guatemala, situé à 108 km à l'ouest de la capitale Guatemala. L'origine du lac est volcanique, il remplit une vaste caldeira formée lors d'une superéruption il y a environ 75 000 ans.
C'est le lac le plus profond d'Amérique centrale avec une profondeur maximale probable de 350 mètres environ. Il est bordé au sud par trois grands volcans (les volcans San Pedro, Tolimán et Atitlán, ce dernier culminant à 3 537 m). Santiago Atitlán est la plus grande commune en bordure du lac et Panajachel la plus développée touristiquement. Un fort vent, le Xocomil, peut se lever dans la journée, rendant la navigation périlleuse en raison des vagues qu'il soulève.
L'explorateur allemand Alexander von Humboldt l'a qualifié de « plus beau lac du monde ». L'écrivain d'origine britannique Aldous Huxley a écrit de lui : « Pour moi, le lac de Côme touche aux confins du pittoresque, mais le lac Atitlán est le lac de Côme embelli de plusieurs volcans immenses. C'est vraiment au-dessus de tout. » Ce décor naturel aurait en outre inspiré Antoine de Saint-Exupéry pour la rédaction du Petit Prince : la montagne Cerro de Oro, au pied du volcan Tolimán, a la forme exacte de son boa avalant un éléphant. À l'appui de cette théorie, les trois volcans dont il est question dans le récit seraient les trois principaux volcans qui entourent le lac,.
Pour les autochtones, qui l'appellent tendrement « grand-mère Atitlán », le lac est sacré ; volcans et montagnes également.
Ce lac a donné son nom à l'Atitlán Lacus, un lac de Titan.

## Toponymie
« Atitlán » est un mot náhuatl. C'est un toponyme dénaturé qui se structure selon la forme suivante : atl signifie « eau », titlan signifie « entre ». Le mot atl (« eau ») perd sa terminaison tl pour s'unir avec le mot titlan (« entre »), donc « Atitlán » se traduit comme « entre les eaux »,.
Les Cakchiquels l'appellent choy, ce qui veut dire « lac », tout comme les Tz'utujils disent chooy’.

## Histoire géologique
Trois caldeiras géantes se seraient succédé au cours de trois phases volcaniques distinctes, la plus ancienne débutant il y a 14 millions d'années. La caldeira actuelle, formée au cours de la dernière phase commencée il y a 1,5 million d'années, aurait connu quatre éruptions majeures. La dernière, l'éruption Los Chocoyos, l'une des plus puissantes du quaternaire, est survenue il y a environ 75 000 ans. Trois stratovolcans, le San Pedro, le Tolimán et l'Atitlán, se sont ensuite formés sur le site.
En février 1976, un violent séisme de magnitude 7,5 a frappé le Guatemala, tuant plus de 26 000 personnes. Le tremblement de terre a fracturé le lit du lac et provoqué un drainage souterrain qui abaissa le niveau d'eau de deux mètres en un mois. 
En 2007, un autre séisme eut l'effet inverse, comblant en partie ces infiltrations. Depuis, le niveau est remonté d'environ huit mètres (un mètre en 2012), noyant les berges et ruinant des habitations riveraines. Les ouragans Stan (en 2005) et Agatha (2010) ont, par leur pluviométrie exceptionnelle, contribué à ce phénomène.

## Culture traditionnelle
Les villages en bordure du lac sont imprégnés de la culture traditionnelle maya. Des costumes traditionnels y sont d'ailleurs portés par les populations telles que les Tz'utujils et les Cakchiquels.
À Santiago Atitlán, une divinité maya à l'origine appelée Rilaj Maam puis Maximón, issue depuis la colonisation du syncrétisme entre le monde maya et la religion catholique, est vénérée en permanence. Les fidèles lui apportent des offrandes (dont de l'alcool et des cigares dans une ambiance festive).

## Cité engloutie de Samabaj
Dans les années 1990, une authentique cité maya engloutie dans le lac il y a deux millénaires est découverte,, par Roberto Samayoa Asmu. Plongeur professionnel passionné, il découvre un jour un récipient entre deux pierres. Durant ses explorations suivantes, il découvre des structures, vestiges de constructions. En 1998, le site reçoit le nom de Samabaj (es), formé à partir des deux premières syllabes du nom de famille du plongeur, « Sama » et de « baj » qui veut dire « pierre » en langue maya,.
Samabaj est située en face des pentes du volcan Tolimán, à environ 500 mètres de la plage et à 30 mètres de profondeur. Elle est inscrite comme site à l'Idaeh (Institut d'anthropologie et d'histoire - du Guatemala) en 1998 . En 2007, des cartes sont réalisées : Samabaj du temps de sa splendeur était une île qui s'élevait à 175 mètres du fond du lac, mesurant 477 mètres du nord au sud, et 340 mètres d'est en ouest.

## Tourisme
De nombreuses embarcations touristiques font le tour du lac, avec plusieurs escales dans les villages qui l'entourent.

## Menaces écologiques
Le lac n'a pas d'exutoire naturel ; son équilibre repose uniquement sur les apports (pluie, ruissellement) et les prélèvements (évaporation, infiltration, arrosage des cultures alentour). De ce fait, l'équilibre est fragile et nécessite une surveillance permanente.
La région du lac fut classée parc national en 1955. Le lac était inconnu du public et le Guatemala cherchait à développer le tourisme et l'économie du pays. Le directeur de la Pan American World Airways a alors suggéré l’introduction dans le lac d'un poisson prisé par les pêcheurs à la ligne américains afin d'attirer plus de touristes dans cette région encore très peu développée. Ainsi, une espèce non indigène, l’Achigan à grande bouche, a été introduite en 1958. Ce prédateur a causé l'élimination de plus des deux tiers des espèces de poissons indigènes et a contribué à l'extinction du Grèbe de l'Atitlan, un oiseau rare qui ne vivait que dans la région.
De plus, le lac est très pollué par les activités humaines. L'assainissement des eaux usées y est inexistant et l'épandage massif d'engrais et pesticides dans les cultures alentour y a généré un foisonnement bactérien difficile à endiguer. Bien que ce ne soit pas expressément défendu, il est devenu dangereux de s'y baigner et d’en consommer les poissons.
Le gouvernement guatémaltèque a chiffré à plusieurs millions de dollars les travaux nécessaires à la restauration du lac.[réf. nécessaire]

## Recours à l'IA
La scientifique Africa Flores a mis au point un programme ayant recours à l'intelligence artificielle pour prévenir de la pollution par les cyanobactéries,,.

## Galerie

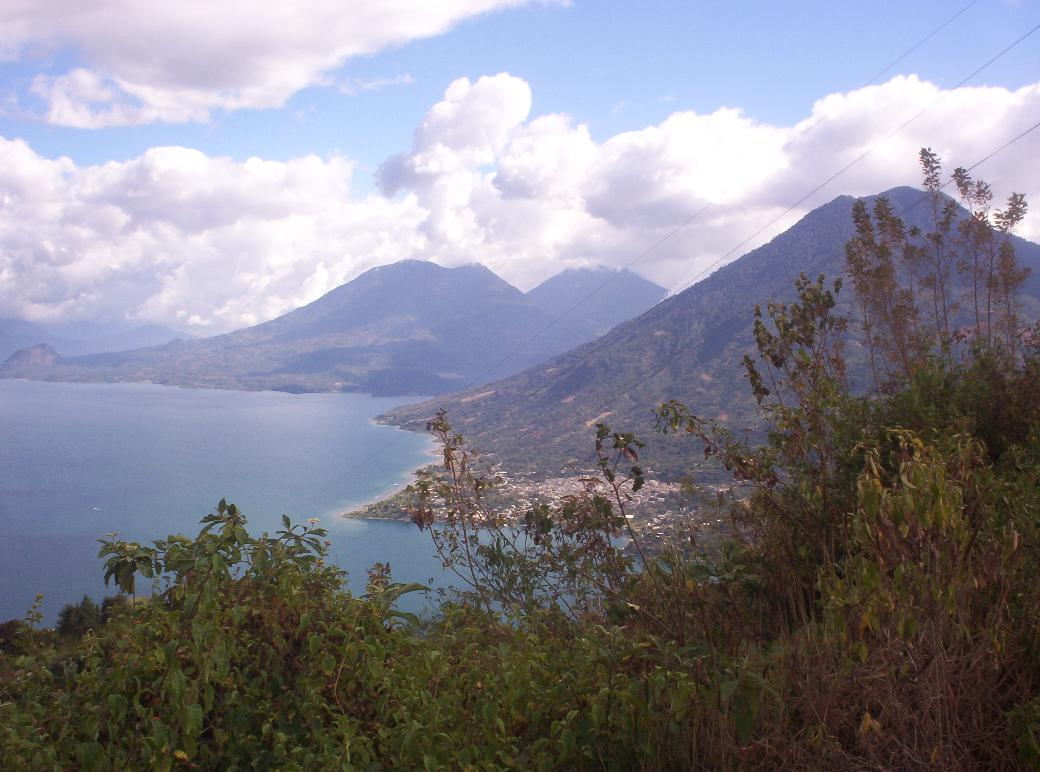
Vue sur le lac Atitlán avec la ville de San Pedro de la Laguna en arrière-plan.
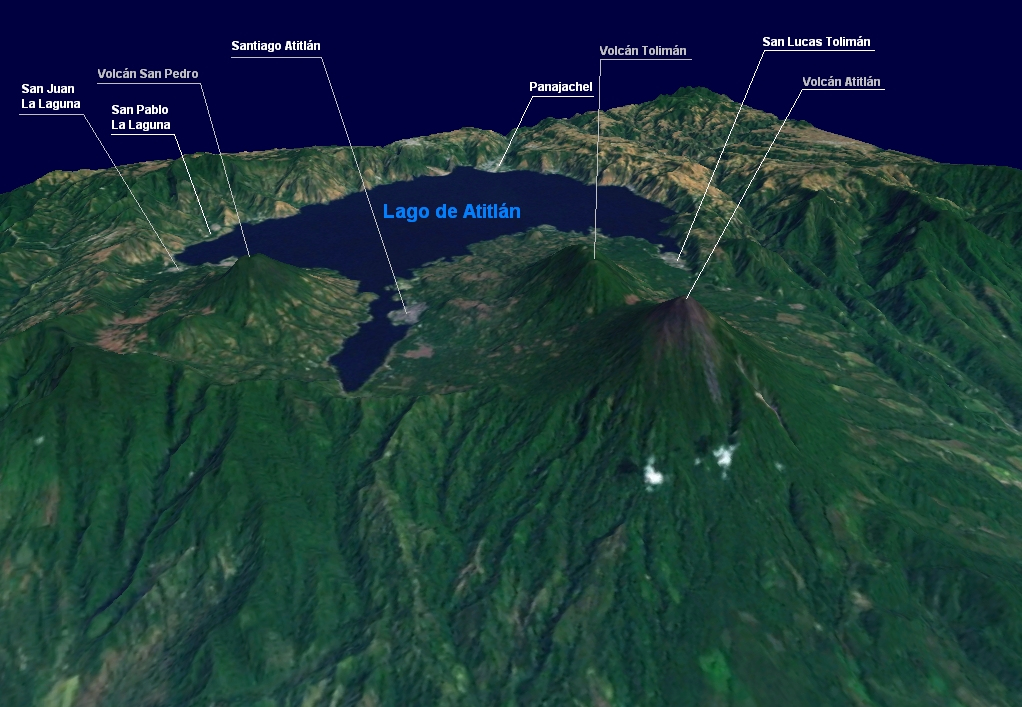
Volcan Atitlan, San Pedro, Toliman & Lago Atitlan.
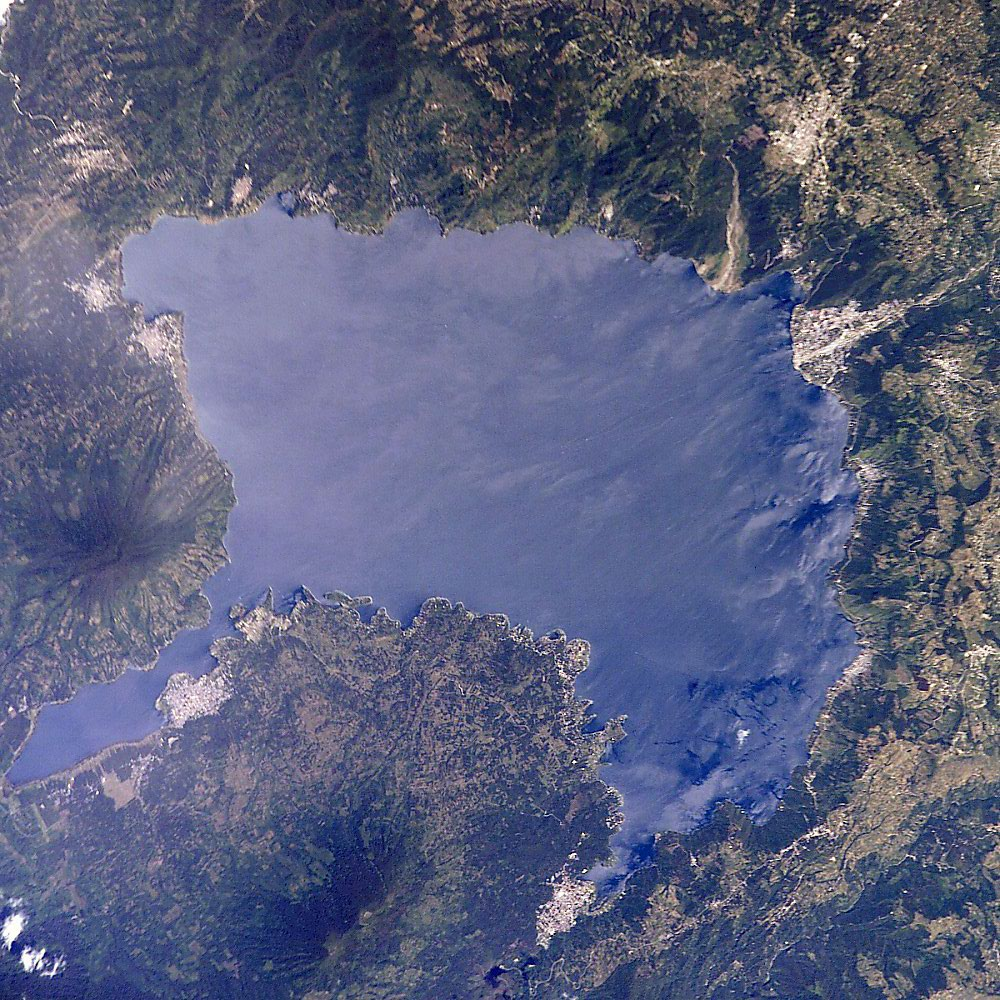
Vue du lac Atitlán depuis la navette spatiale
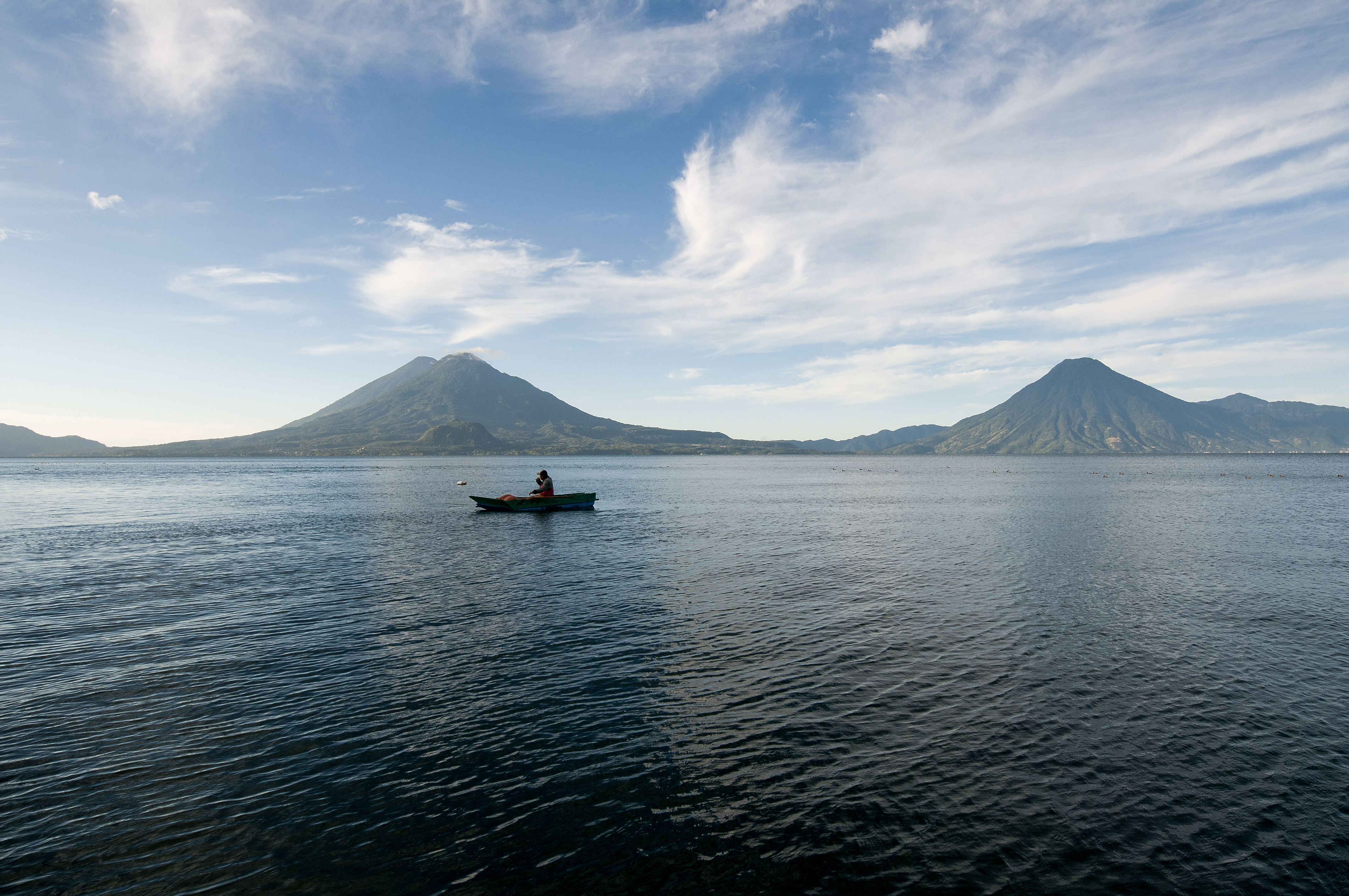
Une autre vue du lac.
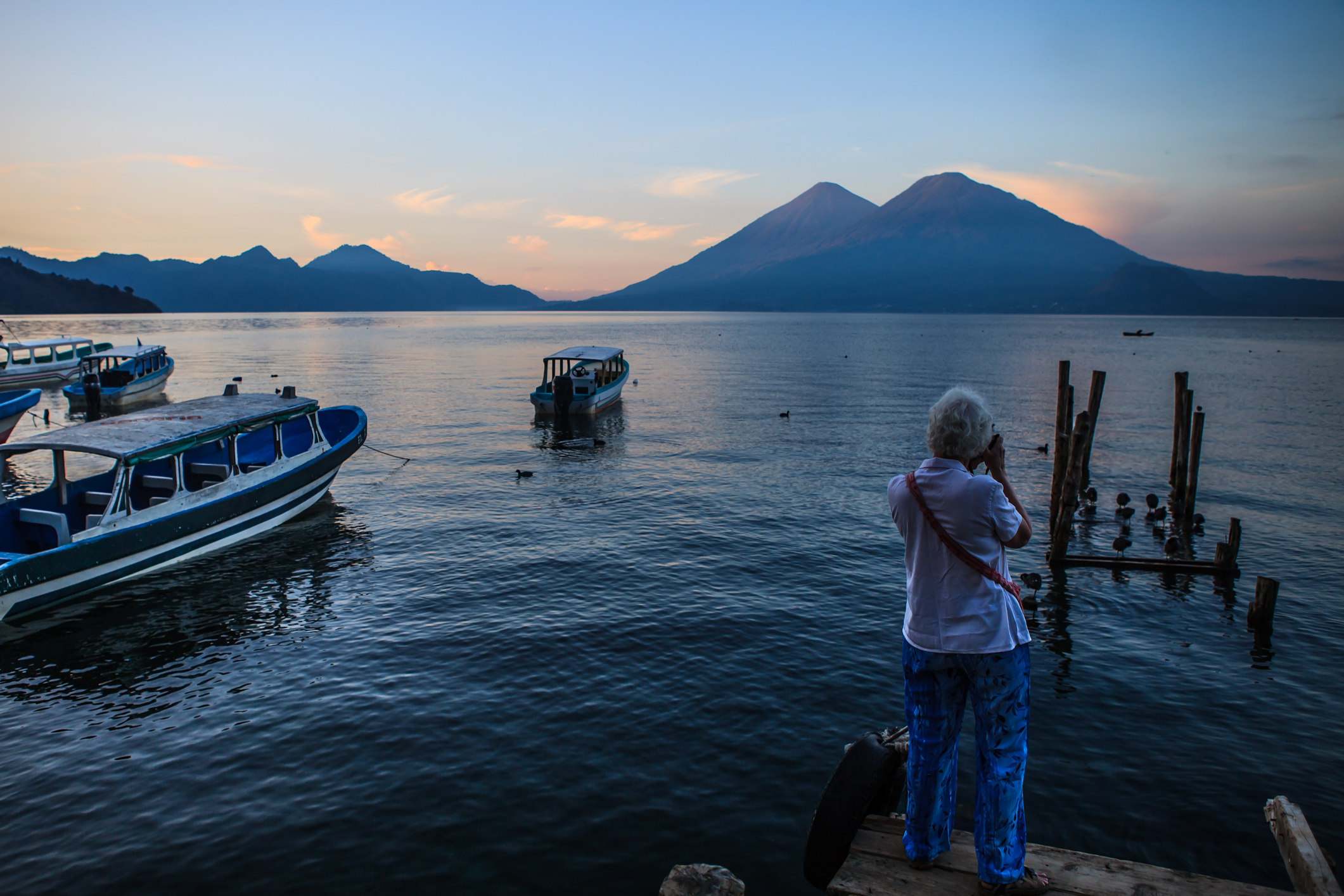
Lever de Soleil sur le lac.